# Викжель
Викжель (ВИКЖЕЛЬ, Всероссийский исполнительный комитет железнодорожного профсоюза) — организация, созданная на 1-м Всероссийском учредительном съезде железнодорожников в 1917 году.
Викжель был создан на 1-м Всероссийском учредительном съезде железнодорожников, состоявшемся в Москве с 15 июля по 25 августа (по новому стилю с 28 июля по 7 сентября) 1917 года. Вошел в историю как организация, которая в дни Октябрьской революции стала одним из центров противостояния новой власти.
В состав Викжеля входило 14 эсеров (из них 9 левых), 6 меньшевиков, 3 большевика, 6 членов других партий и 11 беспартийных членов.

## Викжель в октябре-ноябре 1917 года
Вскоре после победы октябрьского вооружённого восстания в Петрограде во главе с большевиками и левыми эсерами 25 октября (7 ноября по новому стилю) 1917 года наметились первые выступления против новой власти. 27 октября (9 ноября) 1917 Викжель, объявив себя нейтральной организацией, потребовал «прекращения гражданской войны и создания однородного социалистического правительства от большевиков до народных социалистов включительно». В качестве наиболее веских аргументов использовались отказ перевозить войска в Москву, где шли бои, и угроза организации всеобщей забастовки на транспорте.
ЦК РСДРП(б) принял решение вступить в переговоры и откомандировал на них председателя ВЦИК Л. Б. Каменева и члена ЦК Г. Я. Сокольникова. Однако переговоры, длившиеся несколько дней, закончились ничем.
Позиция Викжеля в октябре-ноябре 1917 г. была неоднозначной. Так, когда появились слухи о движении войск с Юго-Западного фронта на Петроград с целью подавления большевиков, то Викжель пригрозил всеобщей железнодорожной забастовкой. При этом Викжель не препятствовал передвижению по железным дорогам большевистских частей.

## Конец Викжеля
Разочаровавшись в возможности примирения правых и левых социалистов, 20 ноября (3 декабря) 1917 Викжель принял резолюцию, в которой признавал Советскую власть при том условии, что ему будут переданы функции управления железнодорожным хозяйством.
Однако позиция, занятая Викжелем в октябрьские дни, вызвала недовольство многих рядовых членов профсоюза, и 12 (25) декабря 1917 в Петрограде открылся Чрезвычайный Всероссийский съезд железнодорожных рабочих и мастеровых, созванный по инициативе профсоюзов железнодорожников петроградского и московского узлов. Среди 300 делегатов преобладали большевики, по их предложению съезд выразил недоверие Викжелю и на общежелезнодорожный съезд избрал 78 делегатов, стоявших на позиции поддержки Советского правительства.
Перед открытием Учредительного собрания в январе 1918 года некоторые радикалы из эсеровской партии готовили вооруженное антибольшевистское выступление. Их готовы были поддержать солдаты Лужского гарнизона. Но, как вспоминал Б. Соколов, председатель Военной комиссии эсеров, попыткам перевезти их в Петроград препятствовал Викжель:

Мы никак не могли сговориться с Викжелем, иначе — Центральным Органом Железнодорожников. Это учреждение было хуже, чем большевистское. Ибо, будь оно большевистское, было бы оно для нас определённым врагом, с которым можно и должно бороться. Викжелисты же на словах выражали симпатии демократии и интеллигенции, а на деле оказывали всякое противодействие малейшим попыткам использовать железнодорожный аппарат для борьбы с советской властью. При этом их лояльность ограничивалась лишь одной стороной. Большевики превосходно и беспрепятственно имели возможность использовать для своих нужд тот же железнодорожный аппарат.
С 5 (18) января 1918 по 30 января (12 февраля) 1918 в Петрограде проходил Чрезвычайный Всероссийский железнодорожный съезд. Викжель был упразднен, и функции его перешли к избранному на съезде Викжедору.